# Havsträsk
Havsträsk är en by i Edefors socken i Bodens kommun.
Den ligger vid norra stranden av Luleälven cirka 30 kilometer nordväst om Boden. Byn anlades i slutet av 1700-talet för att förse den gryende järnindustrin, främst i näraliggande Svartlå, med timmer.  Söder om Luleälven mittemot Havsträsk ligger naturreservaten Västra och Östra Havsträsk.